# Lijst van Zoeloekoningen
Deze lijst van Zoeloekoningen geeft een lijst van Zoeloekoningen van de vroegst bekende geschiedenis tot op de huidige monarchie:
- Malandela kaLuzumana, zoon van Luzumana.
- Ntombhela kaMalandela, zoon van Malandela.
- Zulu kaMalandela (+1709), zoon van Malandela, stichter en hoofd van de Zoeloe clan tot ca +1709.
- Gumede kaZulu, zoon van Zulu, hoofd van de Zoeloe clan.
- Phunga kaGumede (+1727), zoon van Gumede, hoofd van de Zoeloeclan tot 1727.
- Mageba kaGumede (+1745), zoon van Gumede en broer van Phunga, hoofd van de Zoeloeclan van 1727 tot 1745.
- Ndaba kaMageba (+1763), zoon van Mageba, hoofd van de Zoeloeclan van 1745 tot 1763.
- Jama kaNdaba (+1781), zoon van Ndaba, hoofd van de Zoeloeclan van 1763 tot 1781.
- Senzangakhona kaJama (ca. 1762-1816), zoon van Jama, hoofd van de Zoeloeclan van 1781 tot 1816.
- Siguyana kaSenzagakhona (ca. 179?-1816), zoon van Senzangakhona, hoofd van de Zoeloeclan in 1816.
- Shaka kaSenzagakhona (ca. 1786-1828), zoon van Senzangakhona, koning van 1816 tot 1828.
- Dingane kaSenzangakhhona (ca. 1795-1840), zoon van Senzangakhona en halfbroer van Shaka, koning van 1828 tot 1840.
- Mpande kaSenzangakhona (1798-1872), zoon van Senzangakhona en halfbroer van Shaka en Dingane, koning van 1840 tot 1872.
- Cetshwayo kaMpande (1826-1884), zoon van Mpande, koning van 1872 tot 1884.
- Dinuzulu kaCetshwayo (1868-1913), zoon van Cetshwayo kaMpande, koning van 1884 tot 1913.
- Solomon kaDinuzulu (1891-1933), zoon van Dinuzulu kaCetshwayo, koning van 1913 tot 1933.
- Cyprian Bhekuzulu kaSolomon (1924-1968), zoon van Solomon kaDinuzulu, koning van 1933 tot 1968.
  - regent Israel Mcwayizeni KaSolomon, broer van Cyprian en oom van Goodwill, regent van 1968 tot 1971.
- Goodwill Zwelithini kaBhekuzulu (1948-2021), zoon van Cyprian Bhekuzulu kaSolomon, koning van 1968 tot 2021.
  - regent Mantfombi Dlamini (1956-2021), regent in 2021.
- Misuzulu Zulu kaZwelithini (1974), zoon van Goodwill Zwelithini kaBhekuzulu, koning sinds 2021.

Hieronder volgen nog enkele andere koningen en edelen rond Zoeloeland:
- Koning Dingiswayo van de Mthethwa
- Koning Zwide van de Ndwandwe
- Koning Mzilikazi van de Khumalo en later de Matabele
- Koning Moshoeshoe I van Lesotho
- John Robert Dunn - een van de 13 koningen na de Zoeloe-oorlog
- Usibepu kaCetshwayo, zoon van Cetshwayo kaMpande, broer van Dinuzulu kaCetshwayo, een van de 13 koningen na de Zoeloe-oorlog